# قلبم را نشکن (فیلم ۲۰۱۱)
قلبم را نشکن (به انگلیسی: Don't Go Breaking My Heart) یک فیلم کمدی رمانتیک هنگ کنگی-چینی محصول سال ۲۰۱۱ به کارگردانی جانی تو و وای کافای است. این دوازدهمین فیلمی است که آنها در آن با هم همکاری کرده‌اند. در این فیلم، لوئیس کو، دانیل وو و گائو یوان یوان بازی می‌کنند. این فیلم اولین بار در سی و پنجمین جشنواره بین‌المللی فیلم هنگ کنگ را در ۲۰ مارس ۲۰۱۱ افتتاح شد. سپس در ۳۱ مارس ۲۰۱۱ در هنگ کنگ اکران شد.